# Оскар де Маркос
Оскар де Маркос (ісп. Óscar de Marcos, нар. 14 квітня 1989, Лагуардія) — іспанський футболіст, фланговий півзахисник клубу «Атлетік Більбао».
Грав за молодіжну збірну Іспанії.

## Клубна кар'єра
Вихованець школи «Алавеса», за другу команду якого і дебютував 2007 року у Терсері, четвертому за рівнем дивізіоні Іспанії. Всього в другій команді взяв участь у 16 матчах чемпіонату.
Своєю грою за цю команду привернув увагу представників тренерського штабу основної команди, до складу якої був переведений 2008 року. Дебютував за клуб 21 грудня 2008 року у матчі Сегунди проти «Тенерифе» (1:2), вийшовши на останні 7 хвилин матчу замість Хаві Герри. Всього за сезон в баскському клубі зіграв 20 матчів, в яких забив 3 голи, проте за його підсумками команда зайняла 17 місце і вилетіла з другого дивізіону.
У липні 2009 року де Маркос підписав чотирирічний контракт з «Атлетіком Більбао». Дебют за «Атлетік» відбувся 6 серпня 2009 року в матчі Кубка УЄФА проти швейцарського клубу «Янг Бойз» (2:1). 16 серпня 2009 року де Маркос забив перший гол у складі баскського клубу в матчі проти «Барселони» в Суперкубку Іспанії 2009, який став єдиним для «Атлетіка» у двох матчах (1:2, 0:3).
2012 року разом з командою виходив в фінал Ліги Європи та фінал Кубка Іспанії, проте обидва ці вирішальні матчі «Атлетік» програв, не здобувши в підсумку жодного трофею. Наразі встиг відіграти за клуб з Більбао 139 матчів в національному чемпіонаті.

## Виступи за збірні
2009 року залучався до складу молодіжної збірної Іспанії. На молодіжному рівні зіграв у 4 офіційних матчах.

## Титули
- Володар Суперкубка Іспанії (2):

«Атлетік»: 2015, 2020
- Володар Кубка Іспанії (1):

«Атлетік»: 2023–24